# Espace Tivoli
Pour les articles homonymes, voir Tivoli.
L'espace Tivoli est une place située dans la ville de Liège, Belgique.

## Odonymie

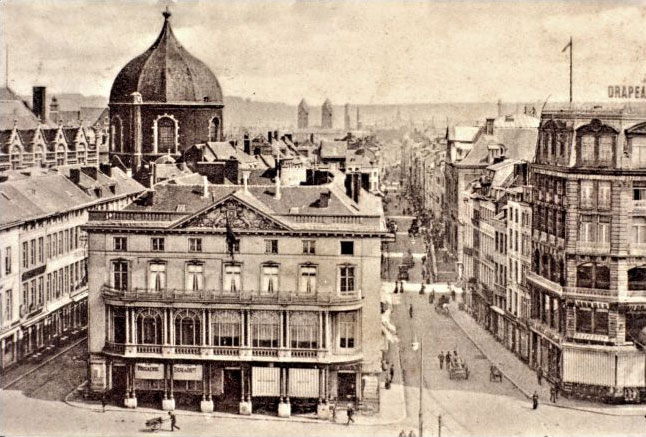
Le bâtiment du Tivoli en 1903.

Son nom fait référence au Tivoli, ou Tivoli Bourse, café-restaurant qui occupait l'extrémité du pâté de maisons situé entre les rues du Général Jacques et de Bex, avec sa façade principale place Saint-Lambert.

## Description
Cet espace piétonnier recouvert de graviers est entouré de la place Saint-Lambert (au Sud-Ouest), la  place du Marché (au Nord-Est), la rue Sainte-Ursule, longeant le palais des princes-évêques (au Nord), et la rue de Bex (au Sud-Est).

## Histoire
À cet endroit se trouvait autrefois le chœur de la cathédrale Saint-Lambert détruite à partir de 1795, le cloître est de la cathédrale, ainsi que les escaliers monumentaux donnant sur la place du Marché actuelle.
Au XIXe siècle, les derniers vestiges de la cathédrale disparaissent et des maisons sont construites à l'emplacement de l'espace actuel, où à l'époque subsistent toujours des maisons plus anciennes, notamment du XVIIIe siècle. Séparant les places Saint-Lambert et du Marché, ces maisons sont partagées entre deux pâtés distincts, avec au Nord la rue Sainte-Ursule ou des 11 000 Vierges, au centre la rue Royale, rebaptisée rue du Général Jacques après la Première Guerre mondiale, et au Sud-Est la rue Petite Tour, actuelle rue de Bex. Jusqu'à sa disparition, cet endroit était connu pour ses restaurants et cafés.
En 1835, le cercle de privilégiés « Société militaire » s'installe dans le bâtiment, doté d'une brasserie, qui sera le futur Tivoli. En 1878, le bâtiment est doté d'un fronton et d'une grande vitrine, qui seront supprimés dans les années 1950. En 1919, la ville acquiert le bâtiment et y installe la bourse du travail, ainsi que d'autres services communaux. Le nom Tivoli sera choisi durant les décennies précédant la Seconde Guerre mondiale.

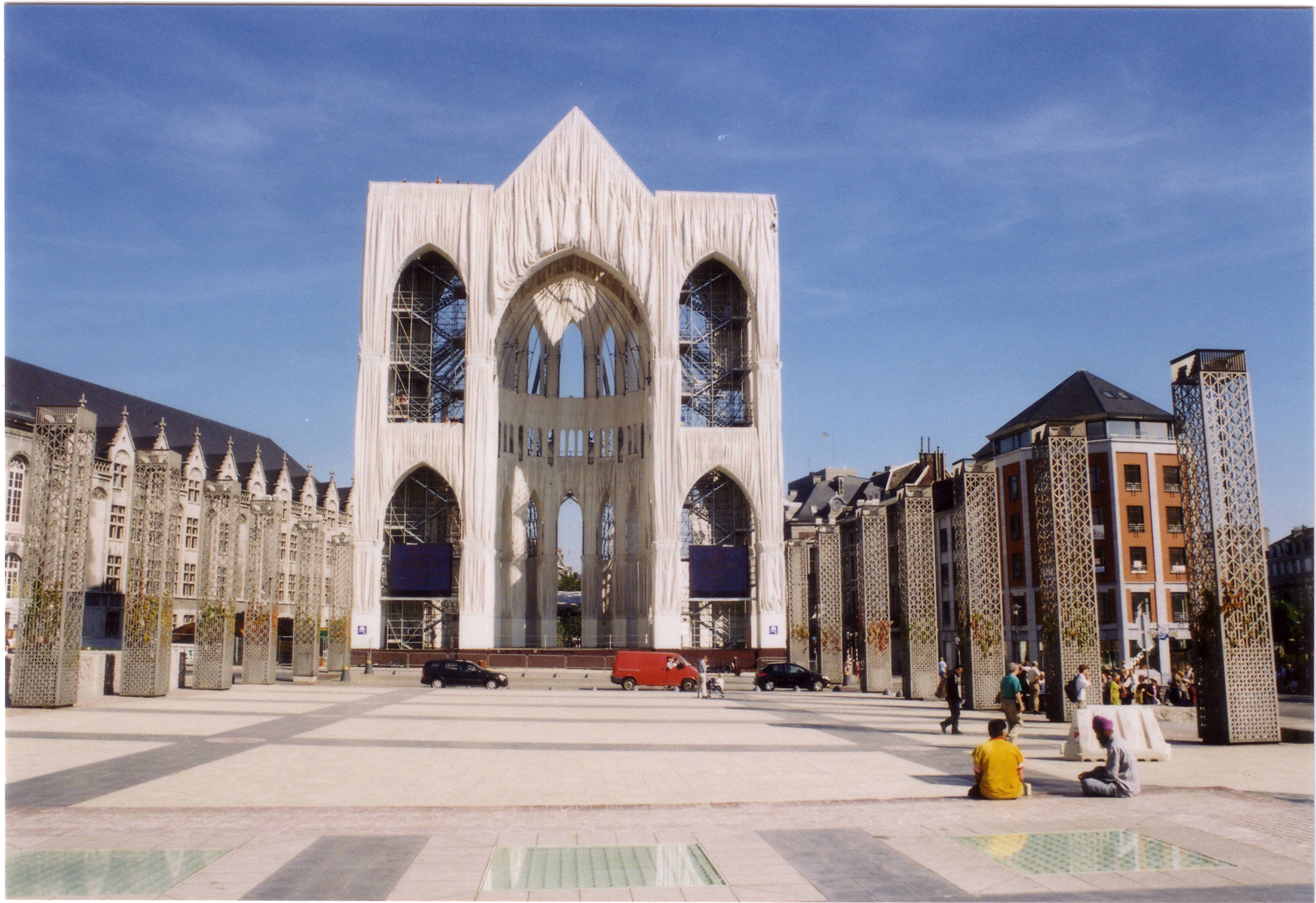
Le chœur de la cathédrale temporaire en 2000.

Dans le cadre des démolitions liées au réaménagement de la place Saint-Lambert, ces deux pâtés de maisons séparant les deux places sont entièrement détruits en 1979. En effet, comme pour le reste des aménagements de la zone de la place, il est décrété dans les années 1960 par l'échevin des travaux publics, Jean Lejeune, que les constructions du XIXe siècle de cette zone, qu'il qualifie d'« horreurs », doivent disparaître pour que les constructions antérieures soient dégagées. Dans le cas spécifique des maisons situées à l'emplacement du futur espace Tivoli, elles se trouvent à l'emplacement du chœur de la cathédrale disparue, et Lejeune souhaite que le tracé de cette dernière soit reconstitué,. Finalement, le tracé réalisé n'inclura pas le chœur.
Il est ensuite décidé de construire un théâtre à cet emplacement, mais le projet n'est pas concrétisé. Toujours vacant et sans destination définitive au XXIe siècle, l'espace est utilisé pour des animations ponctuelles ainsi que le village de Noël depuis les années 1980, se trouvant au cœur de la zone l’accueillant.
En 2000, le chœur de la cathédrale, œuvre temporaire faite d'échafaudages recouverts d'une bâche blanche, est reconstitué à son ancien emplacement, au bord de l'espace Tivoli, par Louis Maraite.

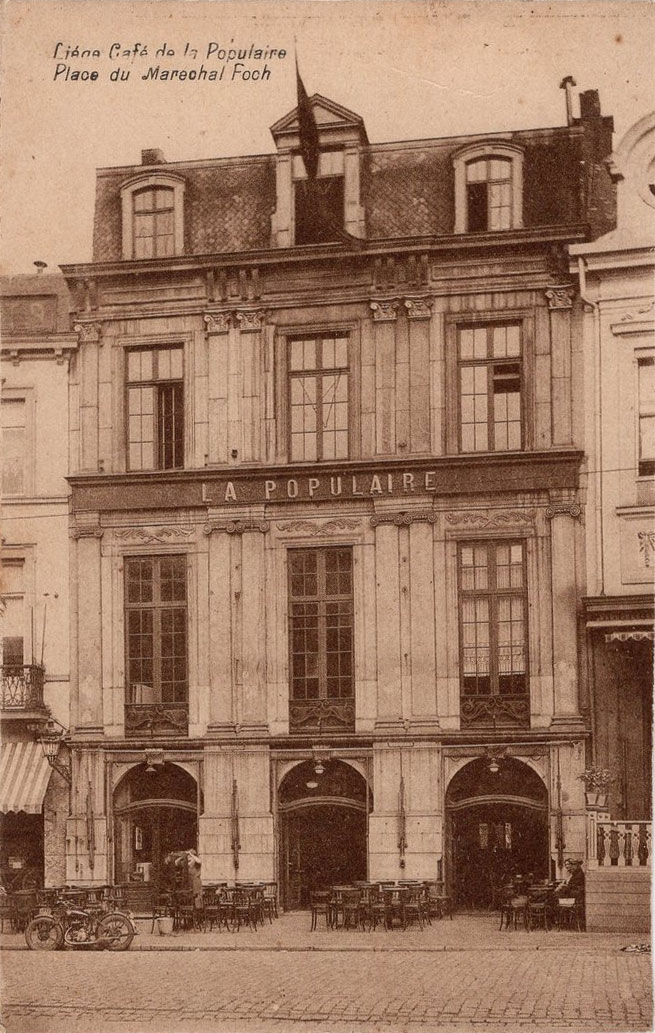
Carte postale de La Populaire au début du XXe siècle.

En 2009, le conseil communal de la ville évoque l'idée de remonter dans l'espace Tivoli les deux seules façades conservées lors des démolitions des bâtiments ayant laissé place à l'îlot Saint-Michel et entreposées dans des entrepôts depuis les années 1970 : la Populaire, aussi appelée l'hôtel de Méan, et l'hôtel de Cortenbach, aussi appelé l'hôtel de Fabribeckers.
En 2018, la branche liégeoise du parti politique Défi propose de reconstruire à nouveau le chœur de la cathédrale, mais cette fois de manière durable. L'édifice accueillerait un point de vue, un café-restaurant panoramique et une halle commerciale de produits locaux et régionaux.

## Voies adjacentes
- Place Saint-Lambert
- Rue Sainte-Ursule
- Place du Marché
- Rue de la Violette
- Rue de Bex